# Yves Rocaz
Yves Rocaz (parfois orthographié Rocas), sieur de la Chalonnière, mort en 1567, fut maire de Nantes de 1565 à 1567, après avoir été sous-maire lors de la création de la municipalité dirigée par son prédécesseur Geoffroy Drouet.

## Biographie

### Famille
La famille Rocaz, d'origine espagnole, s'est fixée dans le comté Nantais bien avant 1445, Olivier Rocaz, était un riche marchand qui possédait à Nozay, une maison ou les ducs de Bretagne avaient l'habitude de descendre quand ils se rendaient à Nantes. Olivier Rocaz fut anobli en 1446, en récompense de son hospitalité.
Marié à Marie des Rouxières, Yves Rocas est notamment le beau-père de Michel Le Lou et de Julien Ruys (fils d'André Rhuys).
En 1601, Pierre de Monti devient gendre de la fille d'Yves Rocaz, et en 1603 La Chalonnerie (Rezé) et ses terres deviennent sa propriété.

### Carrière
Riche marchand nantais, il est notamment en relation d'affaires avec Simón Ruiz Embito (frère d'André Rhuys), à qui il envoie des tissus de Bretagne pour les vendre dans les foires de Castille.
Il devient été sous-maire de Nantes lors de la création de la municipalité dirigée par son prédécesseur Geoffroy Drouet. Il lui succède en tant que maire en 1565.

### Patrimoine
Le domaine de la Chalonnière fait partie des anciens fiefs féodaux acquis par des négociants enrichis. C'est Yves Rocaz qui en devient propriétaire en 1541. Il s'agit d'un riche marchand espagnol, égal des Ruiz et Harouys à Nantes. Il agrandit son domaine en achetant des terres rezéennes à Mauperthuis et à la Galarnière ; il est seigneur des Pallets en Rezé et ne doit hommage qu'au roi.